# Felttoget på Admiralitetsøerne
Felttoget på Admiralitetsøerne (Operation Brewer) var en række slag under felttoget på New Guinea under 2. verdenskrig hvor United States Armys 1. kavaleridivision erobrede de japansk
besatte Admiralitetsøer.
På baggrund af rapporter fra flybesætninger om at der ikke var tegn på fjendtlig aktivitet og at øerne måske var blevet evakueret fremskyndede general Douglas MacArthur sine planer om at erobre øerne og beordrede straks en rekognosceringsstyrke landsat. Felttoget begyndte den 29. februar 1944 da en styrke gik i land på Los Negros, den tredjestørste ø i øgruppen. Ved at gå i land på en lille isoleret strand hvor japanerne ikke havde ventet et angreb opnåede styrken en taktisk overraskelse, men det viste sig at øen langt fra var evakueret. Et voldsomt slag om kontrollen over Admiralitetsøerne fulgte.
Det endte med at herredømme i luften og på havet gjorde muligt for de allierede kraftigt at forstærke deres stillinger på Los Negros. Den 1. kavaleridivision kunne herefter overløbe de japanske stillinger på øerne. Felttoget endte officielt den 18. maj 1944. Den allierede sejr betød at den store japanske base ved Rabaul, der var endemålet for de allieredes felttog i 1942 og 1943 nu var afskåret. En stor luft- og flådebase blev etableret på Admiralitetsøerne, og den fik stor betydning som udgangspunkt for felttogene i 1944 i Stillehavet.

## Baggrund

### Geografi
Admiralitetsøerne ligger godt 300 km nordøst for Ny Guinea og 600 km vest for Rabaul blot to grader syd for ækvator. Klimaet er tropisk ved stabilt høje temperaturer, høj luftfugtighed og en årlig nedbør på knap 4.000 mm. Tordenvejr forekommer hyppigt. Monsuntiden er fra december til maj, og her blæser vinden fortrinsvis fra nordvest.
Den største ø i øgruppen er Manus Island, som er omkring 80 km bred fra øst til vest og 25 km fra nord til syd. Det indre af øen består af bjerge, som når en højde på op til 900 meter, og som er beklædt med tyk tropisk regnskov. Den stort set uudforskede kyst havde mange rev og bestod af mangrove sumpe. Los Negros er adskilt fra Manus af den smalle Loniu passage. Øen rummer to vigtige havne: Papitai på vestkysten som har forbindelse til Seeadler Harbour og Hyane på østkysten. De to er adskilt af en 45 meter bred sandet tange. Her havde de indfødte bygget en slidske hvor de kunne trække kanoer mellem de to havne. Los Negros har en hesteskolignende form, som danner en naturlig mole for Seeadler harbour, som desuden er beskyttet af Manus og en række mindre øer. Hovedadgangen til øen var gennem en 2½ km bred passage mellem øerne Hauwei og Ndrilo. Seeadler Harbour var omkring 30 km fra øst til vest og 10 km fra nord til syd, og op til 36 meter dyb.

### Allierede planer
I juli 1942 besluttede ledelsen af de amerikanske væbnede styrker, Joint Chiefs of Staff, en række operationer mod den japanske bastion i Rabaul, som lå i vejen for ethvert allieret fremstød langs nordkysten af Ny Guinea mod Filippinerne eller nordpå mod den japanske flådes hovedbase på Truk. I tråd med den overordnede allierede strategi om Europa først, var det umiddelbare mål med disse operationer ikke at besejre Japan, men blot at mindske den risiko, som fra japanske fly og krigsskibe stationeret i Rabaul udgik mod de allierede kommunikationslinjer ad luft- og søvejen mellem De forenede Stater og Australien. Efter aftale mellem de allierede blev krigsområdet i Stillehavet i marts 1942 delt op i det sydvestlige stillehavsområde under general Douglas MacArthur, og Stillehavsområdet under admiral Chester W. Nimitz. Rabaul var en del af MacArthurs område, men de første operationer i den sydlige del af Salomonøerne foregik i Nimitz' område. Den japanske reaktion var mere voldsom end ventet, og der gik nogle måneder inden felttoget på Guadalcanal var afsluttet med en allieret sejr. I mellemtiden stoppede general MacArthurs tropper – som fortrinsvis bestod af australiere – en række japanske offensiver i Papua på Ny Guinea: Felttoget om Kokodastien, Slaget ved Milne Bay, Slaget ved Buna-Goda og Slaget ved Wau.
Ved den militære stillehavskonference i marts 1943 vedtog stabscheferne i Joint Chiefs of Staff at gennemføre den seneste version af general MacArthur's Elkton plan om en fremrykning mod Rabaul. På grund af manglende ressourcer, især tunge bombefly, blev den sidste del af planen, erobringen af selve Rabaul, udskudt til 1944. I juli 1943 overvejede stabscheferne muligheden af at neutralisere og omgå Rabaul, men flåden havde stadig brug for en fremskudt base til sine skibe. Admiralitetsøerne, som allerede var en del af Elkton planen, kunne bruges til dette formål, da de havde flade områder, der kunne bruges til landingsbaner og Seeadler Harbour, som var stor nok til at kunne rumme en task force fra flåden. Den 6. august 1943 vedtog stabscheferne en plan, som gik ud på at neutralisere frem for at erobre Rabaul, og planlagde invasionen af Admiralitetsøerne til at finde sted den 1. juni 1944.
Task Force Brewer angrebsstyrker 

Brigadegeneral William C. Chase
- 2. eskadron af 5. kavaleriregiment
- Batteri B, 99. feltartilleribataljon
- 673. antiluftskyts batteri (luftbåren)
- Spejderdeling, hovedkvarterstropperne, 1. kavaleribrigade
- Kommunikationsdeling, hovedkvarterstropperne, 1 kavaleribrigade
- 1. deling B trop (rydning), 1. medicinske eskadron
- 30. flytbare felthospital
- ANGAU enhed
- Luftvåbenenhed
- Flådebeskydning støttegruppe
- Fly forbindelsesgruppe

I løbet af januar 1944 gennemførte allierede fly fra baser på Salomoneøerne vedvarende angreb på Rabaul. Under det vedvarende pres begyndte det japanske luftforsvar at svækkes, hvilke gjorde det muligt at gennemføre en landgang den 15. februar på Green Islands, som ligger mindre end 160 km fra Rabaul. Den 16. og 17. februar gennemførte den amerikanske flådes Task Force 58 et angreb på den japanske hovedbaser på Truk. De fleste japanske fly blev trukket tilbage for at forsvare Truk og den 19. februar var sidste gang de allierede fly mødte større modstand over Rabaul. I mellemtiden havde general MacArthur den 13. februar udstedt ordrer om invasionen af Admiralitetsøerne under kodenavnet Operation Brewer, som nu var planlagt til at gå i gang den 1. april. De tildelte styrker omfattede 1. kavaleridivision; 73. eskadrille fra det australske luftvåben, som skulle yde nærstøtte; 592. ingeniør, båd og strandregiment; US Marines' 1. amfibietraktorbataljon; samt US Naval Construction Battalions ("Seabees") der skulle bygge en flådebase — i alt 45.000 mand. Den 23. februar fløj tre B-25 Mitchell bombeflu fra 5. luftvåben lavt over Los Negros. Flybesætningerne rapporterede, at der ikke var tegn på fjendtlig aktivitet og at øerne var blevet rømmet. Generalløjtnant George Kenney, som var chef for de allierede luftstyrker i det sydvestlige stillehav gik til MacArthur og foreslog at de ubesatte øer skulle erobres i en fart af en mindre styrke. Ifølge Kenney: "lyttede generalen et stykke tid, gik frem og tilbage mens jeg talte, nikkede ind imellem. Så stoppede han pludselig og sagde: "Det vil sætte proppen i flasken".
Der blev udstedt ordrer den 24. februar om at en forstærket eskadron fra 1. kavaleridivision skulle gennemføre en storstilet rekognoscering om blot fem dage. Hvis Admiralitetsøerne rent faktisk var rømmet, skulle de besættes og der skulle bygges en base. Hvis fjenden var uventet stærk, skulle styrken trækkes tilbage. General MacArthur og viceadmiral Thomas C. Kinkaid, lederen af de allierede flådestyrker i det sydvestlige stillehav, ville være til rådighed til at træffe beslutningen, men i øvrigt blev kommandoen overdraget kontreadmiral William Fechteler, chefen for amfibiegruppe 8 i kontreadmiral Daniel E. Barbeys VII amfibiestyrke. Til at rumme dem blev den lette krydser USS Phoenix afsendt. På daværende tidspunkt lå den i Brisbane, med mere end 300 af besætningen på landlov. Køretøjer med højttalere kørte rundt og udsendte kodeordet for tilbagekaldelse af besætningen. For at opnå taktisk overraskelse og nå frem til Admiralitetsøerne på bare fem dage var der brug for hurtige Transportskibe (APD), idet de normale landgangsskibe (LST) var for langsomme. Der var kun tre hurtige transportskibe til rådighed: USS Brooks, USS Humphreys og USS Sands. Hver kunne rumme 170 mand. De resterende tropper blev afskibet på 9 destroyere: USS Bush, Drayton, Flusser', Mahan, Reid, Smith', Stevenson, Stockton og Welles. Tilsammen medbragte de hurtige transportskibe og destroyerne 1.026 landgangstropper.
Task Force Brewer støtteenheder 

Oberst Hugh Hoffman
- 5. kavaleriregiment (uden 2. eskadron)
- 99. feltartilleribataljon (uden Batteri B)
- 1. deling, 1 trop, 8. ingeniøreskadron
- 1. opsamlingstrop, 1. medicinske eskadron
- Signalgruppe, 1. signaltrop
- 40. flådekonstruktionsbataljon
- Batteri C, 168. antiluftskyts bataljon (kanoner)
- Batteri A, 211. kystartilleribataljon (antiluftskyts) (automatiske våben)
- Kompagni E, Kystbataljon, 592. ingeniør, båd og kystregiment

Denne styrke var under kommando af brigadegeneral William C. Chase, chefen for 1. brigade i 1. kavaleridivision. Den omfattede de tre riffeltropper og den tunge våben trop i 2. eskadron af 5. kavaleriregiemtn. En deling fra Batteri B i
99. feltartilleribataljon med to 75 mm haubitser; 673. antiluftskyts maskingeværbatteri (luftbåren); samt 29 australiere fra Australian New Guinea Administrative Unit (ANGAU), som skulle hjælpe med at indsamle efterretninger og samarbejde med den indfødte befolkning, der udgjorde ca. 13.000 af øernes befolkning. Når beslutningen om at blive på øerne var taget, skulle resten af 5. kavaleriregiment og 99. feltartilleribataljon, 40. flådekonstruktionsbataljon og 2.800 kubikmeter forsyninger afskibes fra Finschhafen i 6 store landgangsskibe som hver havde en landgangsbåd til køretøjer (LCM) fra Kompagni E i 592. EBSR på slæb. Da en adjudant udtrykte bekymring over at tildele en så farlig mission til enhed uden kamperfaring, fortalte general MacArthur om hvordan 5. kavaleriregiment havde kæmpet sammen med hans fars tropper i felttoget mod Geronimo. "De kæmpede dengang," sagde han, "og de vil kæmpe nu."
Generalmajor Charles A. Willoughbys efterretningsenhed var ikke enig i flybesætningernes vurdering af at øerne var blevet rømmet. Baseret på Ultra og rapporter fra afhøringer af lokale civile rapporterede den den 15. februar, at der var 3.000 japanske tropper på Admiralitetsøerne. Den 24. februar ændrede den vurderingen til 4.000. Efterretningsenheden tilskrev manglen på antiluftskyts beskydning til japanernes logistiske situation, og mente at det var udtryk for at de sparede på ammunitionen. Generalløjtnant Walter Krueger, chefen for 6. amerikanske armé mindedes senere, at ingen i hans hovedkvarter troede at øerne ikke var besat. I den oprindelige plan skulle en gruppe spejdere (Alamo Scouts) omhyggeligt rekognoscere øen inden landgangen. Krueger nedkastede en gruppe på 6 Alamo Scouts på sydkysten af Los Negros fra en PBY Catalina under dække af et bombeangreb den 27. februar. Spejderne rapporterede at der på sydkysten var "luset af japanere".

### Japanske forsvarsstyrker
Det japanske forsvar af Admiralitetsøerne sorterede under den 8. områdearmé, som havde hovedkvarter i Rabaul og var underlagt general Hitoshi Imamura. Som følge af, at det ikke var lykkedes japanerne at stoppe den allierede fremrykning i Ny Guinea og på Salomonøerne, havde den japanske overkommando i september 1943 besluttet at indskrænke den japanske forsvarsring i den sydlige og centrale del af Stillehavet til en ny linje, som strakte sig fra Bandahavet til Carolinerne. Overkommandoen gav Imamura opgaven med at holde en del af den nye linje, som omfattede Admiralitetsøerne, så længe som muligt for at gøre det muligt for den japanske flåde og hær at forberede "afgørende" modangreb på de allierede styrker. Fastholdelse af kontrollen over Admiralitetsøerne var af afgørende betydning for de japanske forsvarsplaner, da en allieret erobring af øerne ville bringe det japanske støttepunkt på Truk indenfor rækkevidde af tunge bombefly. Da de tilsyneladende ikke regnede med, at de allierede ville angribe Admiralitetsøerne så hurtigt, gav den japanske overkommando Imamura frist indtil midten af 1944 til at færdiggøre sine forsvarsstillinger. På dette tidspunkt var den største japanske enhed på øerne det 51. transportregiment, som var ankommet til Los Negros i april.
Imamura anmodede om forstærkninger til Admiralitetsøerne i slutningen af 1943 og begyndelsen af 1944. I oktober 1943 bad han om en infanteridivision til øerne, men ingen var til rådighed. Et senere forslag om at overføre 66. regiment fra Palau, hvor det var under genopbygning efter at have lidt svære tab, til Admiralitetsøerne blev heller ikke til noget, da overkommandoen mente, at den 18. armé havde mere brug for denne enhed. Den kejserlige japanske flåde havde også afvist Imamuras forslag om at en special flådelandgangsstyrke skulle sendes til øerne. Overkommandoen accepterede at overføre det 66. regiment til Admiralitetsøerne i januar 1944 for at afstive forsvaret i regionen efter de allierede landgange ved Arawe og Saidor i midten af december og starten af januar, men denne overførsel blev opgivet efter at et skib med forstærkninger til regimentet blev sænket af den amerikanske undervandsbåd USS Whale med store tab af menneskeliv til følge den 16. i måneden.
Efter denne katastrofe beordrede Imamura den 38. division til at afsende en bataljon til øerne og 750 mand fra 2. bataljon af 1. uafhængige blandede regiment ankom til øerne om natten mellem den 24. og 25. januar. Et senere forsøg på at afskibe en infanteri og en artilleribataljon til Admiralitetsøerne blev forstyrret af allierede luft- og undervandsbådsangreb, men 530 soldater fra 38. divisions 1. bataljon af 229. infanteriregiment ankom til øerne om aftenen den 2. februar. Hovedparten af disse troppebevægelser blev opdaget af allieret efterretningsvæsen.
Da den allierede landgang fandt sted, bestod de japanske styrker på Admiralitetsøerne af 51. transportregiment under oberst Yoshio Ezaki, som også var den øverste chef for garnisonen; 2. bataljon af 1. uafhængige blandede regiment; 1. bataljon af 229. infanteriregiment og deke af den japanske flådes 14. flådebasestyrke. De allierede efterretningstjenester havde identificeret tilstedeværelsen af alle disse enheder på Admiralitetsøerne, om end deres enhedsnumre ikke altid var kendt. Mens 1. bataljon af 229. infanteriregiment var veteraner efter adskillige felttog manglede det udstyr og det havde ikke noget artilleri. 2. bataljon af 1. uafhængige blandede regiment blev anført af reserveofficerer, som havde været i kamp i Kina, men de fleste af de menige var genindkaldte reservister, som ikke tidligere havde været i kamp.
Det 51. transportregiment havde anlagt flyvepladsen på Lorengau og var begyndt på endnu en, kaldet Momote flyvepladsen på Momote plantagen på Los Negros. Lorengau blev brugt som samlingspunkt i forbindelse med flytning af fly mellem Rabaul og flyvepladser i den nordøstlige del af Ny Guinea. Betydningen af Admiralitetsøerne for japanerne voksede som følge af de allierede fremrykning på Ny Guinea og New Britain som blokerede andre ruter. Forstærkninger blev sendt fra Palau i december 1943, men de blev angrebet af undervandsbåde og tvunget til at vende om. To infanteribataljoner blev afsendt fra Rabaul i januar 1943. Selv om de blev angrebet undervejs af allierede fly, nåede de frem sikkert. Da man nåede februar var begge flyvepladser ude af drift og antiluftskytset var tavst dels for at spare på ammunitionen og dels for at sløre deres placering. Ezaki havde givet sine mænd ordre til at hverken at bevæge sig eller skyde i dagslys.

## Slaget om Los Negros

### Landgang
Det udvalgte landgangssted var en smal strand på sydkysten af Hyane havnen nær Momote flyvepladsen. Flyvepladsen kunne hurtigt erobres, men det omkringliggende område var en mangrovesump og indsejlingen til havnen var kun omkring 700 meter bred. "Da hele operationen i forvejen var hasarderet", skrev Samuel Eliot Morison "kunne man lige så godt være konsistent". Satsningen betalte sig. Japanerne havde ikke ventet en landgang på dette sted,og hovedparten af deres styrker var koncentreret om at forsvare strandene ved Seeadler Harbour på den anden side af øen. Vejret den 29. februar 1944 var overskyet med lavthængende skyer, som forhindrede hovedparten af de planlagte luftangreb. Kun 3 B-24 og 9 B-25 bombefly fandt deres mål. Flådens bombardement blev derfor forlænget med 15 minutter. Hver APD søsatte fire LCRP'er (landgangsfartøj, personel med rampe). Hvert landgangsfartøj kunne højest medtage 37 mand, som kom om bord ved at klatre ned af net på siden af skibene til fartøjerne. De ubevæbnede LCPR'er blev stadig anvendt fordi daviderne ikke var blevet forstærket, så de kunne bære de tungere pansrede LCVP (Landgangsfartøj, køretøj og personel).
Den første bølge gik i land uden tab kl. 8.17, men så snart flådebombardementet ophørte, kom japanerne ud af deres tilflugtsgrave og maskingeværer og kystbatterier begyndte at skyde. Under tilbagefarten kom landgangsfartøjerne under krydsild fra maskingeværer på begge sider af havnen. Beskydningen blev så kraftig, at den anden bølge blev tvunget til at vende om indtil den fjendtlige beskydning var blevet undertrykt af destroyere. Den tredje og fjerde bølge kom også under beskydning. En korrespondent fra Yank, the Army Weekly beskrev situationen:
| Citat | Da vi nærmede os kanalen, råbte gasterne i stævnen til os om at holde hovederne nede, da vi ellers ville få dem skudt af. Vi knælede lavere, bandede og ventede. Der kom pludselig maskingeværild over vore hoveder. Vort lette landgangsfartøj skælvede, da flådens skytter skød tilbage med kaliber .30 maskingeværer monteret på begge sider af fartøjet. Da vi drejede ind mod stranden, blev vi ramt af noget tungt. "De ramte en af vore kanoner, eller sådan noget" sagde en af soldaterne. Der var en granatsplint på størrelse med en halvdollar på oppakningen af manden foran mig. Oppe foran var der et hul midt i rampen, og der stod ikke længere nogen, der hvor der tidligere havde været fire mand. Vort fartøj vendte om mod den destroyer, som havde båret os til Admiralitetsøerne. Hvide vandsprøjt strømmede gennem det 15 cm store hul i trærampen. William Siebieda, en matros fra Wheeling, West Virginia, kom ned fra sin plads ved styrbord maskingevær og pressede sin hofte mod hullet for at stoppe det. Han skød med sin tommy gun ind mod kysten så hurtigt som de sårede soldater kunne lange ham fyldte magasiner. Vandet skvulpede omkring han, løb ned ad hans ben og skyllede blodet af de sårede. | Citat |
|       | |       |

Fire af de tolv landgangsfartøjer var blevet beskadiget. Tre blev hurtigt repareret, men man kunne ikke risikere at bruge dem mere, for uden dem kunne rekognosceringsstyrken ikke om nødvendigt blive evakueret. Ifølge nødplanen skulle et af de hurtige transportskibe løbe ind havnen og opsamle tropperne fra en mole, men det ville bestemt være en desperat udvej. I løbet af de næste fire timer fortsatte landgangsbådene med at sejle ind til stranden, men kun når man regnede med at destroyerne holdt den fjendtlige ild nede. Kraftig regn gjorde det mindre farligt ved at reducere sigtbarheden. Den sidste destroyer var tømt kl. 12.50. På dette tidspunkt havde flåden tab på 2 døde og 3 sårede.
I øjeblikket var det mere sikkert på land. Kavaleristerne tog flyvepladsen. Sporadisk modstand tillod dem at opstille antiluftskytskanoner på stranden, losse forsyninger og sende patruljer ind i land. To soldater blev dræbt og tre såret. Kl. 16 kom general MacArthur og admiral Kinkaid i land. Generalen inspicerede stillingen. En løjtnant advarede ham om at en japansk snigskytte var blevet dræbt i nærheden få minutter tidligere. "Det er den bedste måde at behandle dem på", svarede generalen. Han besluttede at blive og gav Chase ordre til at holde stillingen indtil de opfølgende tropper ankom, hvorpå han vendte tilbage til Phoenix. Fechtelers styrke afgik kl. 17:29 efter at transportskibene var losset og hovedparten af bombardementsstyrken havde brugt sin ammunition. Bush og Stockton blev der for at yde artilleristøtte.

### Slaget om brohovedet
Chase trak sine tropper tilbage til en snæver perimenter. Der var ingen pigtråd, så hele området skulle være dækket. Jorden bestod af hårde koraller, som var velegnet til bygning af en luftbase, men vanskelig at grave dækningsgrave i. De 12 svære 12,7 mm maskingeværer var placeret i frontlinjen. Der var kampe natten igennem, når små grupper af japanerne forsøgte at infiltrere stillingen. Der blev anfordret en nedkastning af ammunition. En åbning i skydækket gjorde det muligt for 3 B-25 bombefly fra 38. amerikanske bombegruppe af nedkaste forsyninger kl. 8.30. Fire B-17 bombefly fra 375. troppetransportgruppe nedkastede hver 4 ton forsyninger, som bl.a. bestod af blodplasma, ammunition, håndgranater og pigtråd. Noget af ammunitionen landede udenfor perimeteren, men af en eller anden grund blev der ikke skudt på de soldater, som tog ud at hente det.
Man forventede ikke, at japanerne ville prøve at angribe igen før det blev mørkt, men omkring kl. 16 blev en japansk patrulje opdaget efter at den i klart dagslys havde infiltreret perimeteren og var trængt frem til 30 meter fra general Chase's kommandopost. En snigskytte skød på kommandoposten, og patruljen blev taget under beskydning. Major Julio Chiaramonte landgangsstyrkens efterretningsofficer tog af sted med fire mand for at stoppe snigskytten. Da gruppen nærmede sig kom der en række eksplosioner. Tre japanere havde begået selvmord med håndgranater, mens en fjerde havde begået seppuku med sit sværd. Femten døde officerer og sergenter blev talt, heriblandt kaptajn Baba, lederen af den japanske bataljon, som havde angrebet den foregående aften. Japanerne indledte et nyt angreb på perimeteren kl. 17, men kunne ingen vegne komme mod den amerikanske ildkraft.
Den følgende morgen ankom opfølgningsstyrken, 6 LST-er, som hver havde en LCM på slæb, med eskorte af destroyerne USS Mullany, Ammen og Warramunga samt destroyerminestrygerne USS Hamilton og Long. De sejlede ind i Hyane Harbour og løb op på stranden mens de kom under morterbeskydning men LST-202, som var bemandet med en besætning fra kystbevogtningen, skød tilbage med 76 mm og 40 mm kanoner. LST-erne blev losset i løbet af de næste 7 timer. Herved blev ammunition, konstruktionsudstyr og forsyninger stablet op. For at muliggøre en ordentlig fordeling af lagrene af general Chase ordre til et angreb, som skulle udvide perimeteren. Der blev anfordret et luftangreb. B-25 bombefly fra 345. amerikanske bombergruppe blev opfanget af ca. 15 japanske jagere, som blev slået på flugt af deres eskorte på 8 P-47 Thunderboltjagere, som angav at 8 japanske fly blev skudt ned. 2 B-17 fly fra 69. U.S. Troop Carrier Squadron blev også angrebet mens de fløj forsyninger ind, og de hævdede også at have nedskudt en af deres angribere. Uheldigvis kastede to af de fire B-25 eskadriller bomber i områder, som var besat af amerikanske tropper. To soldater blev dræbt og 4 såret inden forbindelsesofficererne til flyene kunne rette fejlen. Begge eskadroner fra 5. kavaleri angreb kl. 15. Alle mål blev erobret og en ny større forsvarsperimeter blev etableret. Den 40. Seebee konstruktionsbataljon var gået i land i forventning om at skulle arbejde på Momote landingsbanen. I stedet fik de besked på at bruge deres udstyr til at rydde skydefelter og bygge befæstninger og fik tildelt en del af fronten at forsvare. Seks skyttegrave blev udgravet med en bulldozer og 10 mand placeret i hver. Deres rendegraver udgravede 270 meter skyttegrav, som udgjorde en sekundær forsvarslinje. Landingsbanens støttemure blev omdannet til stillinger for tunge maskingeværer.
Det var meningen at de to destroyerminestrygere skulle stryge miner i indsejlingen til Seeadler Harbour mellem øerne Hauwei og Ndrilo men beskydning fra mindst en japansk 10cm kanon på Hauwei forhindrede dem i at sejle ind i havnen. Kommandør Emile Dechaineux, som havde kommandoen over destroyerne, der støttede tropperne i land, tilkaldte USS Ammen, Bush, Mullany og Warramunga og bombarderede øen. De japanske kanoner indstillede skydningen, men genoptog den, da et nyt forsøg blev gjort på at stryge miner i kanalen. Dechaineux opgav herefter minestrygningen og beordrede destroyerminestrygerne til at slutte sig til ham. Destroyerne beskød japanske kanoner, som dækkede indsejlingen til Hyane Harbour for at gøre det muligt for LST-erne at forlade havnen uskadte. En LST afsejlede mens mellem 20 og 30 lastbillæs forsyninger stadig var om bord. LST-erne ville ikke blive tilbage efter mørkets frembrud, da der forventedes et japansk angreb. Dechaineux eskorterede dem en del af vejen indtil han fik ordre fra admiral Barbey om at USS Ammen, Mullany, Warramunga og Welles skulle blive ud for Los Negros. Ammen og Mullany bombarderede igen Hauwei øen, hvilket fik et par ammunitionslagre til at eksplodere, men kom stadig under præcis beskydning fra 4 eller 5 kanoner, og Dechaineux var tvunget til at meddele Barbey, at han ikke kunne nedkæmpe øens kanoner.
General Krueger var alvorligt bekymret over situationens alvor på Los Negros. Som svar på en hasteanmodning fra general Chace, aftalte Krueger med admiral Barbey at resten af overførslen af 1. kavaleridivision skulle fremskyndes. På anmodning fra Krueger skulle 2. eskadron af 7. kavaleriregiment overføres i tre hurtige transportskibe. De øvrige enheder skulle ankomme den 6. og 9. marts i stedet for 9. og 16. marts som planlagt. Krueger indså, at Hyane Harbour var for lille til at kunne understøtte hele divisionen, men der var gode strande omkring Salami plantagen på vestkysten af Los Negros. For at kunne bruge dem og muliggøre en kyst-til-kyst operation mod Manus fra Los Negros skulle Seeadler Harbour åbnes.
Fra en japansk synsvinkel gik slaget heller ikke for godt. Japanerne havde forventet en landgang ved Seeadler Harbour, da denne var det logiske amerikanske mål, og havde koncentreret ders styrker omkring Lorengau flyvepladsen. Forsvaret af Momote flyvepladsen og Hyane harbour var blevet overdraget til Baba-styrken, som var etableret på basis af kaptajn Babas 1. bataljon af 229. infanteriregiment. Oberst Ezaki gav Baba ordre til at angribe brohovedet, men en mistanke om at landgangen ved Hyene Harbour var en afledningsmanøvre og falske rapporter om fjendtlig aktivitet ved Salami fik ham til at beholde 2. (Iwakami) bataljon fra 1. uafhængige infanteriregiment der i stedet for at sende det af sted som forstærkning af Baba-styrken. Den 2. marts havde Ezaki besluttet sig til at angribe Hyane brohovedet med hele sin styrke. Det vanskelige terræn og afbrydelser som følge af amerikansk artilleri og flådebeskydning tvang ham til at udskyde angrebet til om aftenen den 3. marts.
Kl. 21 nedkastede et enkelt japansk fly 8 bomber, som afbrød telefonledningerne. Da den var fløjet bort blev der afskudt gule japanske signalblus, og et japansk infanteriangreb blev indledt, støttet af morterild.
Ude på havet blev Dechaineux' destroyere angrebet af fire Betty bombefly. 1. eskadron af 5. kavaleriregiment blev angrebet af 2 forstærkede delinger, som blev mødt med kraftig beskydning fra automatvåben og morterer. Den tætte jungle i dette område tillod nogen infiltration, men den japanske styrke var ikke stærk nok til at overløbe stillingen. Det japanske hovedangreb blev udført af 2. bataljon fra 1. uafhængige blandede regiment, som angreb fra området ved de indfødtes kanoslidske. Det blev støttet af enheder fra Parlaka området og ramte 2. eskadron af 5. kavaleriregiment. Kavaleristerne bemærkede en ændring i den japanske taktik. I stedet for at infiltrere i stilhed rykkede de frem over åbent område, mens de snakkede og i nogle tilfælde sang. Deres fremrykning førte dem direkte ind i et område med miner og dødsfælder, som eksploderede, og herefter ind i de amerikanske automatvåbens skydefelter, heriblandt adskillige .30 wandkølede Browning maskingevær, men fremrykningen fortsatte. Kanonerne fra 211. kystartilleri bataljon og 99. feltartilleribataljon skød gennem natten i et forsøg på at bryde japanernes angreb fra Porlaka. Kort efter midnat forsøgte japanske barkasser af krydse Hyane harbour, men blev taget under beskydning af antiluftskyts og nåede ikke frem til de amerikanske stillinger. En 44 mm Bofors kanonstilling blev erobret af japanerne, som derpå blev fordrevet af Seabees. Foran 5. kavaleriregiments kaliber .30 maskingeværer hobede de døde japanere sig op, indtil maskingeværerne måtte flyttes for at få klare skudfelter. Et af de browning maskingeværer som bidrog til at holde stillingen blev senere efterladt på stedet, som et monument. Sergent Troy McGill hold en stilling af sandsække med sin gruppe på 8. Alle blev dræbt eller såret, bortset fra McGill og en mere, som han gav ordre til at falde tilbage til den næste linje af sandsække. McGill skød med sin riffel indtil den blokerede, og brugte den derefter som kølle mod japanerne indtil han blev dræbt. Han blev posthumt tildelt Medal of Honor.
Ved daggry var det japanske angreb overstået. Over 750 døde japanere blev optalt i og omkring den amerikanske stilling. Der blev ikke taget nogen til fange. De amerikanske tab var 61 døde og 244 sårede, heriblandt 9 døde og 38 sårede Seebees. 2. eskadron af 5. kavaleri og 40. Seebee bataljon blev udmærket med hædrende omtale som enhed af præsidenten. General Chase rekvirerede en nedkastning af ammunition, som der var blevet brugt fænomenale mængder af i løbet af natten, og lod Warramunga beskyde området ved de indfødtes kanoslidske.

### Erobringen af Seeadler Harbour
Om morgenen den 4. marts ankom 2. eskadrong af 7. kavaleriregiment, som afløste 2. eskadron af 5. kavaleriregiment. Den følgende dag ankom generalmajor Innis P. Swift, chefen for 1. kavaleridivision om bord på Bush og overtog kommandoen. Han beordrede 2. eskadron af 7. kavaleriregiment til at angribe hen over de indfødtes kanoslidske. 2. eskadron af 5. kavaleriregiment
genindtog derfor deres plads ved fronten for at afløse dem. Mens afløsningen fandt sted indledte japanerne et angreb i dagslys. Dette blev afvist af kavaleristerne med støtte fra artilleri og morterer, men det amerikanske angreb blev forsinket indtil sent på eftermiddagen. Det løb derpå ind i et japansk minefelt, og ved daggry var fremrykningen kun nået frem til slidsken.
Om morgenen den 6. marts ankom en ny konvoj til Hyane Harbour: fem LST-er, som hver havde en LCM på slæb, medbragte 12. kavaleriregiment og andre enheder og udstyr, herunder 5 bæltedrevne landgangskøretøjer fra 592. EBSR, 3 M3 lette kampvogne fra 603. kampvognskompagni og 12 105mm haubits fra 271. feltartilleribataljon. 12. kavaleriregiment fik ordre til at følge 2. eskadron af 7. kavaleriregiment i dets fremrykning mod nord og erobre Salami plantagen. Vejen til Salami var ikke meget mere end et mudret hjulspor, hvor køretøjer hurtigt kørte fast. Japanerne spærrede også vejen ved at grave grøfter, fælde træer, indsætte snigskytter og udlægge fælder.
Warrant Officer R. J. Booker fra ANGAU anvendte sit lokalkendskab til at vise vej for 12. kavaleri og de 3 kampvogne til Salami. Her satte japanerne sig energisk til modværge i en kamp som varede en time. Kampvognene affyrede kardæsker ind i bygninger og højeksplosive granater ind gennem skydeskårene i de japanske bunkers.
Indbyggerne i området fortalte ANGAU gruppen at japanerne havde trukket sig tilbage over Seeadler Harbour til Papitalai Missionen. Denne blev derfor det næste mål. 5. kavaleriregiment skulle angribe Papitalai Plantagen øst fra mens 2. eskadron af 12. kavaleri angreb Papitalai Missionen. 5. kavaleri erobrede Porlaka uden at møde modstand og krydsede Lemondrol vandløbet i lærreds- og gummibåde. En patrulje under kaptajn William C. Cornelius kæmpede mod omkring 50 japanere, som til sidst trak sig tilbage. Kaptajn Cornelius, som selv fik æren for at have dræbt fire, blev alvorligt såret og døde den følgende dag. Efter sin død blev han tildelt Distinguished Service Cross.
På grund af koralrevet kunne almindelige landgangsbåde ikke bruges til landgangen ved Papitalai missionen. De fem LVT landgangskøretøjer, hvor af en var til kamp og de andre fire til fragt, afgik fra Hyane Harbour til Salami Plantagen, men vejen var så dårlig, at kun kamp LVT'en og en af fragt LVT'erne var fremme i tide. Angrebet blev indledt alligevel, og blev forberedt med et luftangreb og artilleribeskytning fra 271. feltartilleribataljon. Kamp LVT-en affyrede 24 4,5 tommers raketter. Japanerne skød tilbage med morterer og maskingeværer samt en 75 mm haubits. Den første bølge af amerikanere måtte holde ud mod beskydning fra japanske bunkers i 45 minutter indtil LVT'erne vendte tilbage med den næste bølge. Senere afviste de et modangreb fra omkring 30 japanere. En tredje LVT sluttede sig til de to andre, da den omsider nåede til Salami, og tilsammen foretog de 16 ture over havnen inden nattemørket afsluttede operationen. Herved overførte de en del af 2. eskadron af 12. kavaleri med madrationer, vand og ammunition og evakuerede samtidig de døde og sårede.
Oberst Ezaki rapporterede om det amerikanske angreb på Papitalai missionen til 8. områdearmé i Rabaul og lovede et modangreb på stillingen, men der kom ikke noget modangreb. Japanerne trak sig tilbage, og man hørte aldrig mere noget fra oberst Ezaki.
Opgaven med at nedkæmpe de japanske kanoner, som beskyttede Seeadler Harbour gik til kontreadmiral Victor Crutchleys Task Force 74 (TF74), som bestod af den tunge krydser HMAS Shropshire, det lette krydsere USS Phoenix og Nashville samt destroyerne USS Bache, Beale, Daly og Hutchins. De bombarderede Hauwei øen i en time den 4. marts, men den 6. marts blev USS Nicholson ramt af en japansk granat affyret fra Hauwei. Da det var planlagt at minestrygere igen skulle forsøge at sejle ind i Seeadler Harbour den 8. marts gav admiral Kinkaid Crutchley ordre til at prøve igen. Om eftermiddagen den 7. marts bombarderede TF74 Hauwei, Ndrilo, Koruniat, Pityilu og det nordlige Los Negros. Shropshire affyrede 64 8 tommer og 92 4 tommer granater, mens de amerikanske krydsere og destroyere brugte 1.144 5 og 6 tommer granater. Den følgende dag sejlede to destroyere, to minestryger, en LCM LCM (flak) og 6 LCM'er med lastbiler og forsyninger ind i Seeadler Harbour uden at blive beskudt. Dette ryddede vejen for 2. brigade af 1. kavaleridivision, som kunne gå i land ved Salami den 9. marts.
Den 7. marts havde Seebee-erne fået klargjort Momote flyvepladsen. Artilleriobservationsfly begyndte at operere fra flyvepladsen den 6. marts og en B-25 foretog en nødlanding den følgende dag. Med en B-25 som vejviser ankom 12 P-40 Kittyhawk jagere fra No. 76 RAAF eskadrille fra Kiriwina via Finschhafen den 9. marts og de resterende 12 fly fra eskadrillen fulgte den følgende dag. De fik følgeskab af jordpersonellet fra No. 77. eskadrille i RAAF, som var ankommet med LST den 6. marts. Resten af No. 73 Wing RAAF ankom i løbet af de følgende to uger heriblandt Kittyhawk jagerne fra eskadrille No. 77 Squadron RAAF og Supermarine Spitfire jagere fra No. 79 eskadrille RAAF. Operationerne blev indledt den 10. marts og herefter havde skibe ved og enheder på landjorden i Admiralitetsøerne luftstøtte indenfor få minutter.
ANGAU gruppen nåede byen Mokerang den 9. marts og fandt 50 indbyggere. Gruppen var lettet over at opdage, at øboerne ikke bevidst var blevet behandlet dårligt af japanerne. De retirerende japanere havde tømt deres køkkenhaver og havde efterladt de civile sultne, så ANGAU sørgede for at de fik forsyninger fra amerikanerne.

## Slaget om Manus

### Hauwei
Operationerne på Los Negros var nu nået til oprydningsfasen, men der var fortsat omkring 2.700 japanske tropper på Manus. General Swift besluttede at landsætte brigadegeneral Verne D. Mudge's 2. brigade ved Lugos missionen, vest for Lorengau. Lorengau, som man vidste var stærkt befæstet, var et vigtigt mål. Det havde en flyveplads og fire veje mødtes der. Som forberedelse fik 302 kavaleri recognosceringstrop ordre til at lokalisere steder hvorfra artilleriet kunne dække landgange på Manus. Tre patruljer blev sendt af sted i LCVP landgangsbåde den 11. marts. Den første opdagde at Bear Pont på Manus var fri for japanere, men manglede steder hvor man kunne placere artilleri. Den anden undersøgte
Butjo Luo øerne. De konstaterede at øerne tilsyneladende ikke var besat og havde gode steder på den nordlige ø. Den tredje patrule, som bestod af 25 officerer og mænd fra 302. kavalerirekognosceringstrop, to officerer fra 99. feltartilleribataljon, med Warrant Officer A. L. Robinson fra ANGAU og Kiahu, en indfødt fra Mokerang som vejvisere, tog af sted til Hauwei i en LCVP, eskorteret af PT 329, en af de patruljebåde, som nu opererede fra motorbådstenderen USS Oyster Bayi Seeadler Harbour.
Da patruljen gik i land opdagede major Carter S. Vaden en godt skjult bunker og kastede to håndgranater ind i den. Da de eksploderede begyndte skjulte japanske morterer og maskingeværer at skyde mod patruljen og fartøjerne på vandet. Patruljebåden blev ramt, skibschefen blev såret og den trak sig tilbage. Landgangsbåden satte kursen mod land, hvor den opsamlede 5 mand, heriblandt Robinson og Kaihu. Landgangsbåden trak sig tilbage ud på havet, men opdagede så en anden gruppe på stranden. Den vendte tilbage for at samle dem op, selv om skibschefen var blevet såret, hvilket lykkedes. Da den igen bakkede ud fra kysten blev den ramt af en mortergranat og begyndte at tage vand. I mellemtiden havde den beskadigede patruljebåd rapportret hvad der var sket og et bombefly blev sendt ud for at undersøge sagen. Mens den fløj lavt opdagede den mænd i vandet og en anden patruljebåd blev sendt af sted for at redde dem dækket af destroyeren HMAS Arunta. Efter tre timer i vandet blev de overlevende fra landgangsbåden samlet op af patruljebåden. 8 amerikanere, heriblandt major Vaden, var blev dræbt og 15 såret, heriblandt hele landgangsbådens besætning. Kaihu var savnet, og Robinson overvejede hvordan han skulle overbringe nyheden til hans familie da Kaihu kom gående efter at være svømmet tilbage til Los Negros.
General Swift udsatte landgangen på Lugos og beordrede 2. eskadron fra 7. kavaleriregiment til at erobre Hauwei.
Robinson fungerede igen som vejviser, selv om han havde fået alvorlige solskoldninger under opholdet i vandet den foregående dag. Landgangen blev dækket af destroyerne Arunta, Bush, Stockton Thorn et par raketaffyrende landgangsbåde og en LCM (flak), som afskød 168 4,5 tommer raketter; kanonerne fra 61. feltartilleribataljon på Los Negros; og seks Kittyhawk jagere fra No. 76 eskadrille nedkastede 500 punds bomber. Angrebet blev udført fra tre lastbærende LVT'er. For at begrænse slitagen blev de bugseret over Seeadler Harbour af LCM'er og gennemførte kun den sidste del af turen ind til stranden for egen kraft. Kavaleristerne konstaterede at der var velbyggede og velplacerede bunkers med overlappende skydefelter, som dækkede alle adgange, og særdeles præcise snigskytter. Den næste morgen færgede en LCM en medium kampvogn over, som japanerne ikke kunne stille noget op imod, og det lykkedes kavaleristerne at nedkæmpe forsvarerne med et tab af 8 dræbte og 46 sårede. Der blev talt 43 døde japanere fra flåden. 61. og 271. feltartilleribataljon flyttede til Hauwei mens den 99. feltartilleribataljon placerede sig på Butjo Luto.

### Lorengau
Angrebet på Manus kom i gang den 15. marts. Inden daggry blev to tropper fra 8. kavaleriregiment, 6 fragtbærende LVT'er og kamp LVT'eren lastet på en LST inden den 18 km lange tur over Seeadler Harbour fra Salami. Der blev valgt strande ved Lugos, omkring 4 km vest for Lorengau til fordel for de som lå nærmere Lorengau, som man vidste havde et kraftigt forsvar. Destroyerne USS Gillespie, Hobby, Kalk og Reid bombarderede området med deres 5 tommer kanoner; de to raket LCVP'er, den ene LCM (flak) og kamp LVT'eren beskød kysten med raketter. Artilleriet på Hauwei og Butjo Luo beskød mål; og 18 B-25 bombefly fra 499. og 500. bombeeskadrille nedkastede 81 500 punds bomber og beskød området med maskingeværer.
Japanerne havde tydeligvis ikke ventet en landgang ved Lugos og deres stillinger der blev hurtigt løbet over ende. 1. eskadron af 8. kavaleri rykkede derpå øst på indtil den blev stoppet af et japansk bunkerkompleks lige inden Lorengau flyvepladsen. Der blev iværksat et artilleribombardement fulgt af et luftangreb med Kittyhawk jagere med 500 punds bomber. Kavaleriet forsatte sin fremrykning og besatte en højderyg med udsigt over flyvepladsen uden at møde modstand. I mellemtiden var 7. kavaleriregiment blevet landsat ved Lugos fra LST'eren på dens anden tur, og overtog forsvaret af området, hvilket frigjorde 2. eskadron af 8. kavaleri til at slutte sig til angrebet på Lorengau. Det første forsøg på at erobre flyvepladsen blev stoppet af et fjendtligt bunkerkompleks. Et nyt forsøg den 17. marts forstærket med 1. eskadron fra 7. kavaleri og kampvogne gjorde gode fremskridt. Fremrykningen fortsatte herefter og Lorengau selv faldt den 18. marts.
Selv om der havde været masser af kampe var den japanske hovedstyrke på Manus ikke blevet opdaget. Da de rykkede ind i landet mod Rossom stødte 7. kavaleri på den den 20. marts. Seks dages kampe omkring Rossum skulle der til inden 7. og 8. kavaleri havde nedkæmpet de forskansede japanske stillinger der. De japanske bunkers, som var bygget af træstammer og jord, viste sig modstandsdygtige overfor artilleribeskydning.

### Omkringliggende øer
Efterhånden som japanerne på Los Negros løb tør for mad og ammunition blev kampen stadig mere ulige. En sidste kamp fra 50 japanere i Papitalai bjergene den 24. marts markerede slutningen på den organiserede japanske modstand på Los Negros. Afslutningen på den organiserede modstand på Los Negros og Manus efterlod stadig en række øer i japanske hænder. For at minimere de civile tab, evakuerede ANGAU i stilhed disse øer inden de amerikanske operationer. Pityilu mentes at være besat af omkring 60 japanere. Den 30. marts blev 1. eskadron af f7. kavaleri transporteret dertil fra Lorengau på 10 LCM'er, der bugserede 7 LVT'er. Med erfaringerne fra Hauwei i frisk erindring blev landgangen dækket af bombardement fra destroyere, artilleri og to Landing Craft Support, foruden et luftangreb med Kittyhawk og Spitfire jagere. Landgangen mødte ikke modstand, men en stærk japansk stilling blev opdaget og den blev nedkæmpet ved hjælp af artilleri og kampvogne. Ca. 59 japanere blev dræbt mens de amerikanske tab var 8 dræbte og 6 sårede.
Den samme behandling fik Ndrilo og Koruniat den 1. april, men 1. eskadron af 12. kavaleri kunne konstatere, at de ikke var besat. Denne operation var bemærkelsesværdig idet det var den eneste amfibieoperation, som blev gennemført i udhulede kanoer. Den sidste landgang var på Rambutyo den 3. april og blev gennemført af 2. eskadron af 12. kavaleri. Denne gang blev der brugt 6 LCM'er og 6 LCVP i stedet for LVT'erne. Som følge heraf stødte den første bølge på grund på et rev, og tropperne måtte vade i land gennem brændingen. Heldigvis var der ingen modstand. Japanerne, som skjulte sig inde på øen blev til sidst opdaget af ANGAU og 30 japanere blev dræbt og 5 taget til fange. Patruljer fortsatte med at lede efter japanere på øerne. Kavaleriet fulgte i stigende grad op på iagttagelser fra de indfødte. På Los Negros dræbte den 302. kavalerirekognosceringsgruppe 48 og fangede 15 japanere i løbet af maj. På manus blev der talt omkring 586 døde japanere og 47 blev taget til fange. General Krueger erklærede officielt felttoget for ovre den 18. maj.

### Japansk perspektiv
En dagbog, som blev fundet på en død japansk soldat, opsummerede hans sidste dage:
| Citat | 28. marts. Sidste nats tjeneste var temmelig rolig bortset fra at der kunne høres sporadisk morter og riffelild. Ifølge konferencen mellem de forskellige enheders ledere er det blevet besluttet at opgive den nuværende stilling og trække sig tilbage. Forberedelserne hertil er gennemført, men det lader til at det er blevet opgivet og vi skal holde fast i denne stilling. Ah! dette er et ærefuldt nederlag, og jeg formoder at vi kan være stolte over den måde vi har optrådt på. Kun vore navne vil blive tilbage, og det er noget jeg ikke rigtig synes om. Ja, livet for de omkring 300 af os, som er tilbage, er nu begrænset til nogle få dage. 30. marts. Dette er den 8. dag siden vi begyndte tilbagetrækningen. Vi har vandret rundt og rundt på bjergvejene på grund af fjenden. Vi har endnu ikke nået vort mål, men vi har fuldstændig opbrugt vore rationer. Vore kroppe bliver svagere og svagere, og sulten er ikke til at bære. 31. marts. Selv om vi slet ikke har rationer fortsætter marchen. Hvornår når vi Lorengau? Eller vil denne enhed blive udslettet i bjergene? Mens vi går kaster vi vort udstyr og våben bort et efter et. 1. april. Ankom til indfødt hytte. Ifølge en meddelelse kan venlige tropper i Lorengau ikke hjælpe men trak sig tilbage. Herefter er der intet valg andet end at leve som de indfødte. | Citat |
|       | |       |

## Etablering af baser

### Konflikt om kommandoen
Diskussioner om hvilke baser der skulle etableres på Admiralitetsøerne og hvor store de skulle være blev holdt i februar mellem repræsentanter for MacArthurs Sydvestlige Stillehavsområdes kommando (SWPA) og admiral William Halsey, Jr.'s tilstødende Sydlige Stillehavs kommando (SOPAC). Den oprindelige tanke var at styrker fra SWPA skulle erobre øerne og bygge en flybase mens SOPAC skulle have ansvar for at etablere en flådebase. Repræsentanterne for SOPAC antydede, at de ikke ville være i stand til at levere tropper og materiel i de indledende faser, så det blev aftalt at SWPA også skulle gennemføre de første trin i etableringen af flådebasen.
Admiral Nimitz anbefalede stabscheferne i Joint Chiefs of Staff at etablering og styring af basens faciliteter blev underlagt SOPAC ved at udvide dens vestgrænse til også at omfatte Admiralitetsøerne. MacArthur var rasende. Afgrænsningen af SWPA kunne ikke ændres uden den australske regerings accept. Nimitz' forslag endte med at blive afvist af stabscheferne, men ikke før MacArthur havde begrænset adgangen til faciliteterne til kun at omfatte den 7. amerikanske flåde og den britiske stillehavsflåde. Halsey blev
indkaldt til MacArthurs hovedkvarter i Brisbane den 3. marts 1944, og de to blev enige om et kompromis. Ansvaret for etableringen af baserne overgik fra Kruegers Alamó styrke til Kinkaids allierede flådestyrker den 18. maj. Det blev foreslået at kontrollen til sidst skulle overgå til SOPAC; men det skete aldrig.

### Etablering af luftbase
Man fandt ud af, at Momote flyvepladsen var blevet bygget på et fundament af koraller som var blevet overdækket med et lag palmejord. Oven på det havde japanerne lagt et tyndt lag koraller og koralsand. Dette var ikke tilstrækkeligt til omfattende brug, så 40. Seebee, 8 ingeniør eskadrong og kystbataljonen fra 592. EBSR måtte skrabe jorden væk og lægge en ny koraloverflade. En landingsbane på 1.100 meter var nok til Kittyhawk og Spitfire jagere, men landingsbanen blev forlænget til 2.400 meter i slutningen af april. B-24'er fra 5. bombegruppe flyttede ind den 18. april 1944 og fløj deres første missioner mod Woleai to dage senere.
Der var planer om at etablere en anden flybeplads på Salami plantagen, men undersøgelser viste, at stedet var uegnet og en ny placering blev fundet i en kokos plantage nær Mokerang. Mens 46. Seebee etablerede en adgangsvej byggede 836. flyingeniørbataljon landingsbanen og 104. og 46. Seebee byggede taxiveje og parkeringsområder til flyene. Som ved Momote måtte jorden fjernes for at nå ned til korallerne, der herefter blev udjævnet og tromlet. På visse steder var korallerne så hårde, at man måtte bruge sprængstof. Arbejdet omfattede rydning af 4,5 km² og fjernelse af 18.000 kokospalmer. B-24'er fra 307 Bombardment Group (the "Long Rangers") ankom den 21. april 1944, De deltog i angreb på Biak og støttede slaget om Biak i maj.
En jagerbase, som skulle indeholde faciliteter til reparation og eftersyn af fly fra hangarskibe blev bygget af 78. Seebee på øen Ponam. Da halvdelen af arbejdsområdet bestod af sumpe blev der opgravet koraller fra havbunden og brug som opfyldning. En anden facilitet til hangarskibsfly blev bygget på Pityilu af 71. Seebee i maj og juni sammen med indkvartering til 2.500 mand. Den østlige ende af Pityliu blev ryddet og et rekreationscenter for flåden med plads til 10.000 mand blev bygget.

### Bygning af flådebase
2. Naval Construction Regiment med 11., 58. og 71. Seebee havde ansvar for bygningen af flådebasen på Los Negros. Arbejdet omfattede opførelse af et olielager på Papitalai til 68.000 ton fuel olie, 14.000 dieselolie, 10.000 ton flybenzin og 4.100 ton benzin; et 500 sengs evakueringshospital; to Liberty-skibskajer; 24 lagerbygninger og 83 administrationsbygninger i Quonset hytter. Ved Lombrum Point byggede Seebee'erne 3 installationer: en flyvebåds reparationsbase, en skibsreparationsbase og en landgangsbåds reparationsbase. En 250 ton pontontørdok blev bygget til vedligeholdelse af landgangsfartøjerne.
Opbygningen af faciliteter på Manus blev udført af 5. Naval Construction Regiment, som omfattede 35., 44 og 57. Seebee, der ankom i midten af april. De opførte 128 lagerbygninger og 50 køleskabe, som hver havde en kapacitet på 19 m³. Et vandforsyningssystem blev etableret, som kunne levere 15.000 m³ i døgnet. Der blev etableret to systemer. Et brugte vandløb i Lombrum området, der gav 10.000 m³ i døgnet og et andet til omkringliggende områder som brugte brønde til at levere 5.000 m³ i døgnet. Systemet rummede vandbehandlingsanlæg, reservoirer og rør. Alt konstruktionsarbejdet var færdigt i april 1945 og basen forblev i brug indtil krigens slutning.

## Tab
I sin endelige rapport om felttoget skrev general Krueger at der var optalt 3.280 døde japanere, og at 75 var blevet taget til fange. Måske 1.100 mere savnedes, og blev aldrig set igen. De amerikanske tab var på 326 døde, 1,189 sårede og 4 savnede. Omkring 1.625 amerikanere var blevet evakueret af alle mulige årsager, herunder sår og sygdom. En australier blev såret. ANGAU rapporterede, at en indfødt var blevet dræbt og en såret i kamp, 3 indfødte blev dræbt af japanerne og 20 blev dræbt og 34 såret under luft-, artilleri- og flådebombardementer.

## Analyse
Værdien af Admiralitetsøerne var enorm. I krigens barske aritmetik sparede erobringen af dem mere end de kostede ved at fjerne behovet for at erobre Truk, Kavieng, Rabaul og Hansa Bay og derved fremskyndedes den allierede fremrykning med adskillige måneder. Som luftbase havde Admiralitetsøerne stor værdi, for fly, som havde base der, kunne nå til Truk, Wewak og længere. Som flådebase var værdien endnu større, da de både kunne give flåden en ankerplads og rumme mange faciliteter.
En velkendt tommelfingerregel siger, at en angribende styrke har behov for en overmagt på 3:1 for at opnå succes. I starten af slaget om Los Negros var forholdet nærmere 1:4. I det lange løb vandt de allierede som Morison skrev: "blot fordi De forenede Stater og Australien dominerede dette havområde og luftrummet over det." Da han blev spurgt om støtten fra flåden, svarede general Chace: "de gav os ikke støtte, de reddede os". Chase's egen defensive taktik var også en vigtig faktor. Han blev tildelt en Bronze Star for sin indsats, og det samme blev MacArthur.
Allierede hærchefer og senere historikere debatterede om felttoget på Admiralitetsøerne var en modig handling udført af en stor hærchef eller en overilet handling, som var tæt på en katastrofe. Admiral Fechteler mente at: "vi var forbandet heldige, at vi ikke blev fordrevet fra øen", og admiral Barbey, blandt andre, mente at den oprindelige plan ville have ført til at øerne var blevet løbet over ende i løbet af kort tid og med færre tab. Det ville bestemt have været mindre risikabelt, men det er tvivlsomt om et angreb på de velforsvarede strande i Seeadler Harbour ville have medført færre tab. Ved at det fremskyndede både MacArthurs og Nimitz' felttog forkortede det imidlertid krigen med mindst en måned. I den endelige vurdering havde felttoget: "den store fordel, at den fremskyndede sejren, mens den reducerede antallet af døde og sårede".
For japanerne betød tabet af Admiralitetsøerne at de mistede deres forpostlinje i det sydøstlige område. Den japanske overkommando gav nu ordre til forberedelse af en ny linje i det vestlige Ny Guinea. Operationen på Admiralitetsøerne viste også at de allierede var ved at blive mere ambitiøse og
muligvis ville forbigå Hansa Bay. Som følge heraf blev den 8. japanske armé i Ny Guinea beordret til at forberede sig på også at forsvare Aitape og Wewak.